# Liste der Kulturgüter in Wolfhalden
Die Liste der Kulturgüter in Wolfhalden enthält alle Objekte in der Gemeinde Wolfhalden im Kanton Appenzell Ausserrhoden, die gemäss der Haager Konvention zum Schutz von Kulturgut bei bewaffneten Konflikten, dem Bundesgesetz vom 20. Juni 2014 über den Schutz der Kulturgüter bei bewaffneten Konflikten sowie der Verordnung vom 29. Oktober 2014 über den Schutz der Kulturgüter bei bewaffneten Konflikten unter Schutz stehen.
Objekte der Kategorien A und B sind vollständig in der Liste enthalten, Objekte der Kategorie C fehlen zurzeit (Stand: 1. Januar 2023). Unter übrige Baudenkmäler sind zusätzliche Objekte zu finden, die gemäss Angaben des kantonalen Denkmalschutzes als kommunale Kulturobjekte eingestuft wurden und nicht bereits in der Liste der Kulturgüter enthalten sind.

## Kulturgüter
| Foto |                                                                | Objekt                              | Kat. | Typ | Standort                                             | Beschreibung |
| ---- | -------------------------------------------------------------- | ----------------------------------- | ---- | --- | ---------------------------------------------------- | --- |
| ja   | Datei hochladen · Wikidata zu Alte Mühle (Q19362459)           | Alte Mühle KGS-Nr.: 00571           | A    | G   | Tobel 131 758317 / 257004                            | Im Gstaldenbachtobel; gilt als schönste Mühle des Appenzellerlandes. Als Flachsstampfe 1649 erstmals erwähnt. Heutiges Gebäude 1789 errichtet. Bis 1913 Betrieb mit Wasserrad, 2002 erneuert. Von grosser Qualität die Innenausstattung: bemalte Feuerwand aus Sandstein mit Lebensweisheiten, prachtvolle Gaststube mit dekorativen und 34 figürlichen Rokoko-/Louis-XVI-Wandmalereien mit Szenen des Alten und Neuen Testaments, Deckenmalereien dem Innerrhoder Bauernmaler Conrad Starck zugeschrieben, schöne Schreinerarbeiten. Restauriert 1934, weitere Restaurierungen 1987ff. |
| ja   | Datei hochladen · Wikidata zu Reformierte Kirche (Q29651590)   | Reformierte Kirche KGS-Nr.: 00576   | B    | G   | Dorf 1 759253 / 258057                               | Reformierte Kirche, 1652; Gesamtrenovation 1939–40 von Ulrich Walt. Innenrenovierung 1975. Käsbissen-Frontturm; klassizistische Empore. |
| ja   | Datei hochladen · Wikidata zu Ehemalige Bodenmühle (Q29651584) | Ehemalige Bodenmühle KGS-Nr.: 11526 | B    | G   | Hinterlochen 340 759358 / 259163                     | |
| ja   | Datei hochladen · Wikidata zu Bauernhaus (Q29651552)           | Bauernhaus KGS-Nr.: 11527           | B    | G   | Hinterbühle 527 760669 / 258315                      | |
| ja   | Datei hochladen · Wikidata zu Bauernhaus (Q29651549)           | Bauernhaus KGS-Nr.: 11531           | B    | G   | Luchten 93 758832 / 257607                           | |
| ja   | Datei hochladen · Wikidata zu Bauernhaus (Q29651562)           | Bauernhaus KGS-Nr.: 11532           | B    | G   | Schwendi 248 758801 / 258180                         | In der Balkenwand des Giebelfeldes eingeschnitzt die Initialen und die Jahreszahl; «MIH [ligiert] B 1702 HDEBA.» (Auflösbar in; Meister Johannes Bänziger, Hans Dobler und Elsbeth Anhorn164. In der Mitte des «H» ein vermutliches Leinwandhändlerzeichen.) Unter und über den Fensterreihen (2mal je 5 + 4/4/Luke) der nur am ersten Wohngeschoß getäferten Front Konsolfriese wie bei Haus Nrn. 66 und 67 im Vogelherd. Leicht geschweifte Pfettenkonsolen (frühe Beispiele). Haustüre vom «Schopf» zur Wohnung mit Bogenarchitektur im oberen Feld, an einem rustikalen Türgericht mit kielbogig ausgeschnittenem Sturz.                                                                                   |
| ja   | Datei hochladen · Wikidata zu Weberhaus (Q29651595)            | Weberhaus KGS-Nr.: 11536            | B    | G   | Vorderhasli 297 759706 / 258847                      | Viergeschossiges Weberhaus mit dazugehörigem frei stehendem «Stadel». Heutige Gestalt, mit Rillenfriesen im ostwärts gerichteten Giebelfeld, 17. Jh. Die Strickwand unter dem Giebelfeld kontrastiert zu diesem durch starke Verwitterung und scheint viel älter zu sein. Es könnte sich, aus der geringen Größe zu schließen, ursprünglich um ein «Heidenhaus» gehandelt haben. |
| BW   | Datei hochladen · Wikidata zu Bauernhaus (Q29651556)           | Bauernhaus KGS-Nr.: 14925           | B    | G   | Schwendi 249 758816 / 258206                         | Mit ähnlicher Bohlenständerkonstruktion im Giebelfeld wie bei Haus Nr. 302 am Rosenberg, jedoch ohne Büge und Flugsparrendreiecke. Auch hier handelt es sich wohl um den Umbau eines «Heidenhauses». |
| ja   | Datei hochladen · Wikidata zu Bauernhaus (Q29651567)           | Bauernhaus KGS-Nr.: 14926           | B    | G   | Unterwolfhalden 279 759468 / 258505                  | Bauernhaus, ebenfalls mit rückseitigem, gleichgerichtetem «Stadel» («Gadenhaus») weiter nördlich an der alten Landstraße nach Hinterhasli. Die Jahreszahl und die Initialen des Bauherrn in Verbindung mit einem Textilhändlerzeichen in einen Balken des Giebelfeldes eingeschnitzt: «•l-6-IH[ligiert]B-7-5-». An der sonnengebräunten, nur unter dem ersten Wohngeschoß getäferten Front Rillenfriese. Der «Stadel» auf einem Riegel der Tenneinfahrt bezeichnet: «Kellenberger 1751» (Frakturschrift). Typologisch und chronologisch ist das Haus mit einem Giebelwinkel von 90 Grad ein aufschlussreiches Vergleichsbeispiel mit Haus Nr. 225 von 1602, das einen Giebelwinkel von etwa 105 Grad aufweist. |
| ja   | Datei hochladen · Wikidata zu Doppelbauernhaus (Q29651579)     | Doppelbauernhaus KGS-Nr.: 14927     | B    | G   | Hinterergeten 139 758454 / 256930                    | Bauerngehöft, bestehend aus zwei aneinandergebauten, ostnordostwärts gerichteten Giebelhäusern und einem an der Nordflanke angebauten, vorspringenden «Stadel». Das nördliche Giebelhaus, 17. Jh., das südliche um 1800, mit a jour gesägten (durchbrochenen) und wellenförmig profilierten Pfettenkonsolen, wie sie im außerrhodischen Vorderland um diese Zeit beliebt waren. Im «Stadel» auf einem Balken über der Tenneinfahrt die Initialen und die Jahreszahl; «LH 1685 B.H». |
| ja   | Datei hochladen · Wikidata zu Ortsmuseum (Q27489895)           | Ortsmuseum KGS-Nr.: 14928           | B    | S   | Dorfstrasse 61.1 / Kronenstrasse 714 759370 / 257990 | Lokal ausgerichtetes Museum welches sich mit der Geschichte der Gemeinde und des Appenzeller Vorderlandes befasst. Insbesondere dokumentiert es die Heimweberei sowie Obst- und Weinbau am Kurzenberg. |
| ja   | Datei hochladen · Wikidata zu Weberhaus (Q29651600)            | Weberhaus KGS-Nr.: 14929            | B    | G   | Vorderhasli 298 759709 / 258861                      | Abgegangen - Dem «Stadel» war früher ein «Torkel» (Raum mit Weinpresse) angebaut. |

## Übrige Baudenkmäler
| ID  | Foto |                                                               | Objekt               | Typ | Standort                            | Beschreibung |
| --- | ---- | ------------------------------------------------------------- | -------------------- | --- | ----------------------------------- | ------------ |
| 2   | BW   | Datei hochladen · Wikidata zu Ehemaliges Pfarrhaus (Q1299506) | Ehemaliges Pfarrhaus | G   | Dorf 2 759232 / 258030              |              |
| 4   | BW   | Datei hochladen                                               | Haus                 | G   | Dorf 4 759249 / 258079              |              |
| 8   | BW   | Datei hochladen                                               | Nebengebäude         | G   | Dorf 7 759169 / 258050              |              |
| 10  | BW   | Datei hochladen                                               | Haus                 | G   | Dorf 10 759173 / 258014             |              |
| 11  | BW   | Datei hochladen                                               | Haus                 | G   | Dorf 11 759146 / 258021             |              |
| 19  | BW   | Datei hochladen                                               | Haus                 | G   | Dorf 19 759114 / 258001             |              |
| 82  | BW   | Datei hochladen                                               | Haus                 | G   | Alte Landstrasse 82 758897 / 257759 |              |
| 132 | BW   | Datei hochladen                                               | Pfadiheim            | G   | Tobel 132 758330 / 257021           |              |
| 312 | BW   | Datei hochladen                                               | Haus                 | G   | Hinterhasli 312 759645 / 259038     |              |
| 314 | BW   | Datei hochladen                                               | Haus                 | G   | Hinterhasli 314 759619 / 259004     |              |
| 315 | BW   | Datei hochladen                                               | Haus                 | G   | Hinterhasli 315 759618 / 259007     |              |
| 351 | BW   | Datei hochladen                                               | Haus                 | G   | Tobelmühle 351 760082 / 259108      |              |
| 352 | BW   | Datei hochladen                                               | Haus                 | G   | Tobelmühle 352 760080 / 259110      |              |
| 353 | BW   | Datei hochladen                                               | Haus                 | G   | Tobelmühle 353 760068 / 259089      |              |
| 354 | BW   | Datei hochladen                                               | Haus                 | G   | Tobelmühle 354 760070 / 259087      |              |
| 357 | BW   | Datei hochladen                                               | Haus                 | G   | Tobelmühle 357 760063 / 259069      |              |
| 565 | BW   | Datei hochladen                                               | Haus                 | G   | Zelg 565 761075 / 258024            |              |
| 377 | BW   | Datei hochladen                                               | Haus                 | G   | Tanne 377 759736 / 257127           |              |
| 714 | BW   | Datei hochladen                                               | Haus                 | G   | Dorf 714 759377 / 257985            |              |

Legende: Siehe Legende der Liste der Kulturgüter von nationaler und regionaler Bedeutung. Anstelle der KGS-Nummer wird als Objekt-Identifikator (ID) die Gebäudenummer der kantonalen Denkmalpflege angegeben.